# Les Causes perdues
Les Causes perdues est un roman de Jean-Christophe Rufin paru le 25 août 1999 aux éditions Gallimard et ayant reçu le prix Interallié la même année. À l'occasion de son édition en poche en 2001 – et pour les rééditions ultérieures en format original – le roman prend le titre modifié de Asmara et les Causes perdues.

## Résumé
À Asmara en Érythrée, un vieil homme, Hilarion, Arménien d'Afrique, coule de vieux jours, un peu trop tranquilles. En 1985, la famine attire une mission humanitaire française et un jeune homme, Grégoire, va enfin changer le quotidien de ce vieux monsieur.
Cette fiction plonge au cœur de l'action humanitaire et la démystifie en partie en présentant un lieu de querelles internes et objet de manipulations politiques.

## Éditions
- Les Causes perdues, coll. « Blanche », éditions Gallimard, 1999  (ISBN 2070756092).
- Asmara et les Causes perdues, coll. « Folio », éditions Gallimard, 2001  (ISBN 2070417301).